# The Chessmaster 3000
The Chessmaster 3000 è un videogioco di scacchi pubblicato nel 1991 per i computer Mac OS, MS-DOS e Windows 3.1 dalla The Software Toolworks.
È il quarto titolo della longeva serie di Chessmaster, preceduto da The Chessmaster per console, mentre il predecessore per computer che segue la numerazione è The Fidelity Chessmaster 2100. Fu seguito da The Chessmaster 4000 Turbo (1993) solo per Windows.
Introdusse nella serie la possibilità di selezionare diverse forme estetiche dei pezzi, sia nella visuale bidimensionale sia in quella tridimensionale.